# Nadejda Chijova
Nadejda Chijova (Usolye-Sibirskoye, 29 de setembro de 1945) é uma ex-atleta e campeã olímpica soviética. Especializada no arremesso de peso, competiu em três Jogos Olímpicos e foi campeã olímpica em Munique 1972, além de quebrar por sete vezes o recorde mundial da modalidade, sendo a primeira mulher no mundo a arremessar o peso a mais de 20 metros.
Estreou em Jogos Olímpicos na Cidade do México 1968, ficando com a medalha de bronze e uma marca de 18,19, numa prova em que alemã-oriental Margitta Helmbold-Gummel estabeleceu uma nova marca mundial de 19,61 m, a mesma Margitta que Chijova havia derrotado dois anos antes no Campeonato Europeu de Atletismo, e que, no México, quebrou o recorde da soviética - 18,67 m – conseguido no início daquele mesmo ano.
No ciclo olímpico seguinte, Chizova quebrou o recorde mundial da prova quatro vezes, ultrapassando a marca de 20 metros pela primeira vez – 20,09 m – em Chorzów, em julho de 1969, e venceu dois campeonatos europeus. Em Munique 1972, as duas grandes rivais desta prova nesta era, Chizova e Gummel, voltaram a se encontrar. A alemã havia quebrado a marca conseguida por Chizova em Chorzów, mas a soviética havia restabelecido o domínio mundial com um arremesso recorde de 20,63 m em maio de 1972, em Sochi, poucos meses antes dos Jogos Olímpicos. Desta vez, porém, a soviética não deu chances à alemã, fazendo um primeiro arremesso de 21,03 m, o primeiro no mundo acima de 21 metros, novo recorde olímpico e mundial, conquistando a medalha de ouro.
Chizova ainda estabeleceria novo recorde mundial para o peso feminino mais uma vez, em 1973 – 21,20 m, e ganharia mais uma vez o Campeonato Europeu, em Roma, antes de participar de sua última Olimpíada. Em Montreal 1976, quando já havia perdido o recorde mundial para a tcheca Helena Fibingerová, mesmo sem a presença de Margitta Gummel não conseguiu repetir sua atuação olímpica anterior e ficou com a medalha de prata, assistindo a búlgara Ivanka Khristova ser a nova campeã olímpica e com novo recorde olímpico, 21,16 m.